# Nymphon stenocheir
Nymphon stenocheir är en havsspindelart som beskrevs av Norman, C.A. 1908. Nymphon stenocheir ingår i släktet Nymphon och familjen Nymphonidae. Inga underarter finns listade i Catalogue of Life.